# Wichita Thunder
A Wichita Thunder egy amerikai jégkorongcsapat az kansasi Wichitában. A csapat 2021-es alapításakor a Cental Hockey League-ben játszott egészen a liga 2014-es megszűnéséig. A 2014-15-ös szezon óta az ECHL-ben játszik, azon belül a nyugati főcsoportnak a hegyvidéki divíziójában. A klub a 15 004 férőhelyes Intrust Bank Arenában játszik. A csapat partnerszerződésben áll a National Hockey League-ben szereplő San Jose Sharks-szal, illetve az American Hockey League-ben szereplő San Jose Barracudával.

## Története
A csapatot 1992-ben alapították az abban az évben alapított Central Hockey League csapataként.

## Helyezések
A csapat a Central Hockey League-ben kétszer nyerte el az Adam's Cupot, az 1993-94-es és 1994-95-ös szezonban.
Az ECHL-hez való csatlakozása óta a legjobb helyezése a rájátszás második fordulójába jutás volt a 2021-22-es szezonban, ahol a Fort Wayne Komets győzte le 2-3-as összesítésben.